# Сидоровичи (Гомельская область)
Сидоровичи (бел. Сідаравічы) — деревня в Нисимковичском сельсовете Чечерском районе Гомельской области Беларуси.
На юге и западе граничит с Чечерским биологическим заказником.

## География

### Расположение
В 23 км на северо-восток от Чечерска, 60 км от железнодорожной станции Буда-Кошелёвская (на линии Гомель — Жлобин), 78 км от Гомеля.

### Гидрография
На реке Покоть, на востоке и севере её приток река Покатка.

## Транспортная сеть
На автодороге Полесье — Чечерск. Планировка состоит из чуть искривлённой улицы, ориентированной с юго-востока на северо-запад, к которой с юга присоединяются 4 короткие, параллельные между собой улицы. Застройка преимущественно двусторонняя, деревянная, жилые дома усадебного типа.

## История
Обнаруженные археологами городища (в 3 км на запад от деревни) и поселение (на северной стороне городища) свидетельствуют о заселении этих мест с давних времён. Согласно письменным источникам известна с XVI века как селение в Речицком повете Минского воеводства Великого княжества Литовского. Согласно описанию Чечерского староства 1765 года 15 дымов, владение Быковских.
После 1-го раздела Речи Посполитой (1772 год) в составе Российской империи. Согласно ревизским материалам 1859 года в составе Чечерского поместья графа И. И. Чернышова-Кругликова. В 1857 году поблизости начал работать бересто-дегтярный завод. В 1881 году работал хлебозапасный магазин. Согласно переписи 1897 года действовали 2 ветряные мельницы. Почтовое отделение в 1907 году начало принимать телеграммы, в деревенской школе 35 учеников. В 1909 году 844 десятины земли, мельница, в Полесской волости Гомельского уезда Могилёвской губернии.
С 8 декабря 1926 года до 30 декабря 1927 года и с 11 июня 1980 года до 1986 года центр Сидоровичского сельсовета Чечерского района Гомельского (до 26 июля 1930 года) округа, с 20 февраля 1938 года Гомельской области. С 1 июня 2006 года в Нисимковичском сельсовете (до 31 мая 2006 года в Полесском сельсовете).
В 1930 году организован колхоз «Красный Октябрь», работали ветряная мельница, 3 кузницы, шерсточесальня. 76 жителей погибли на фронтах Великой Отечественной войны. Согласно переписи 1959 года центр совхоза «Сож». Располагались отделение связи, средняя школа, библиотека, фельдшерско-акушерский пункт, детский сад, клуб.

## Население

### Численность
- 2004 год — 131 хозяйство, 340 жителей.

### Динамика
- 1765 год — 15 дымов.
- 1881 год — 44 двора, 291 житель.
- 1897 год — 62 двора, 497 жителей (согласно переписи).
- 1909 год — 69 дворов, 502 жителя.
- 1926 год — 115 дворов, 623 жителя.
- 1959 год — 731 житель (согласно переписи).
- 2004 год — 131 хозяйство, 340 жителей.

## Известные уроженцы
- П. Ф. Козлова — Герой Социалистического Труда.